# Prince of Wales (Schiff, 1904)
Die Prince of Wales, auch HMS Prince of Wales, war ein Schlachtschiff (Einheitslinienschiff) der London-Klasse, das Anfang des 20. Jahrhunderts für die Royal Navy gebaut wurde. Sie war das letzte Schiff, das von Sir William Henry White konstruiert wurde.

## Geschichte
Die Prince of Wales wurde am 20. März 1901 in Chatham auf Kiel gelegt, lief am 25. März 1902 vom Stapel und wurde nach ihrer Fertigstellung im März 1904 der Reserve zugewiesen. Die Kosten für den Bau betrugen 1,1 Millionen Pfunde Sterling. Am 18. Mai wurde sie für den Einsatz in der Mittelmeerflotte in den aktiven Dienst gestellt. Am 29. Juli 1905 kollidierte sie vor Oran mit dem Handelsschiff SS Enidwen. Am 16. April 1906 kam es zu einer Explosion im Maschinenraum, bei der drei Männer ums Leben kamen und vier verletzt wurden. Am 28. Mai kehrte sie in die Heimat zurück und wurde nach ihrer Ankunft in Portsmouth für eine Überholung ausgemustert. Am 8. September 1906 wurde die Prince of Wales für die Mittelmeerflotte wieder in Dienst gestellt. Im Februar 1909 wurde die Prince of Wales der Atlantikflotte zugeteilt, wo sie als Flaggschiff für Prince Louis of Battenberg und ab Dezember 1910 für Admiral Jellicoe eingesetzt wurde. Im Rahmen der Flottenumstrukturierung vom 12. Mai 1912 wurde die Atlantikflotte zum 3. Schlachtgeschwader der Home Fleet, wodurch die Prince of Wales Teil dieser neuen Flotte wurde. Am 2. Juni 1913 kollidierte sie während einer Übung mit HMS C32, erlitt aber nur geringe Schäden.
Beim Beginn des Ersten Weltkrieges wurde sie zum 5. Schlachtgeschwader der Kanalflotte vor Portland abkommandiert, um die britischen Expeditionskorps bei ihrer Überfahrt nach Frankreich zu schützen. In Erwartung einer möglichen deutschen Invasion wurde das 5. Schlachtgeschwader am 14. November nach Sheerness verlegt und kehrte am 30. Dezember nach Portland zurück. Am 25. August 1914 war die Prince of Wales am Transport der Portsmouth Marine Brigade nach Ostende (Belgien) beteiligt, wo diese bei der Verteidigung der Stadt gegen die vorrückenden Deutschen eingesetzt wurde. Am 14. November 1914 wurde das Geschwader nach Sheerness verlegt, wo es erneut zum Schutz gegen eine befürchtete deutsche Invasion eingesetzt wurde und kehrte am 30. Dezember 1914 nach Portland zurück.

### Schlacht von Gallipoli
Am 19. März 1915 wurde das Schiff in die Dardanellen beordert, wo es am Beschuss der Befestigungen am Eingang der Dardanellen teilnahm. Es verließ Portland am 20. März 1915 und traf am 29. März vor den Dardanellen ein. Im Laufe des nächsten Monats begann die britische und die französische Flotte mit den Vorbereitungen für die Landung am Kap Helles. Am 25. April 1915 unterstützte sie die Landung der ANZAC-Truppen bei Gaba Tepe. Die Prince of Wales traf gegen Mitternacht zusammen mit der London und der Queen vor ANZAC Cove ein, wo sie die Landung der australischen 3. Brigade unterstützen sollte. Am 22. Mai 1915 wurde das Schiff an die Adria nach Tarent verlegt, um die italienische Marine bei ihrem Kampf gegen die österreichische Marine zu unterstützen. Von März bis Juni 1916 war sie Flaggschiff dieses Geschwader, bevor sie zu einer Überholung nach Gibraltar ging. Anschließend erfolgte ein weiterer Einsatz an der Adria.

### Verbleib
Im Februar 1917 kehrte die Prince of Wales in das Vereinigte Königreich zurück. Nach ihrer Ankunft in Devonport wurde sie in Reserve gestellt und als Kasernenschiff eingesetzt. Am 10. November 1919 wurde die Prince of Wales von der Marineliste gestrichen und auf die Abwrackliste gesetzt. Am 12. April 1920 wurde das Schiff an Thos. W. Ward zum Abwracken verkauft.